# 安らぎの家を探して
『安らぎの家を探して』（英: A Place to Live: The Story of Triangle Square）は、2008年に製作されたアメリカ合衆国のドキュメンタリー映画。
2009年7月12日、第18回東京国際レズビアン&ゲイ映画祭でアジアで初上映された。

## 概要
入居者はLGBT、および低所得者の高齢者だけの、ロサンゼルスに建設された「トライアングル・スクエア」を追ったドキュメンタリー。

## 受賞歴
- ロサンゼルス・ゲイ&レズビアン映画祭（Outfest） - 最優秀ドキュメンタリー・観客賞